# Нагоряни (Дубенський район)
Нагоря́ни — село в Україні, у Семидубській сільській громаді Дубенського району Рівненської області. Населення становить 198 осіб.

## Географія
Село розташоване на лівому березі річки Ульки.

## Історія
В околиці часті знахідки неолітичних знарядь і шиферних пряселець.
В кінці 19 століття село належало до Судобицької волості Дубенського повіту, тоді там було 36 дворів і 238 жителів.
7 (20) листопада 1917 року, відповідно до Третього Універсалу Української Центральної Ради, увійшло до складу Української Народної Республіки.
12 червня 2020 року, відповідно до розпорядження Кабінету Міністрів України № 722-р від «Про визначення адміністративних центрів та затвердження територій територіальних громад Рівненської області», увійшло до складу Семидубської сільської громади.
19 липня 2020 року, в результаті адміністративно-територіальної реформи та ліквідації  Дубенського (1939—2020) району, село увійшло до складу новоутвореного Дубенського району.

## Розташування
Село розкинулось на пологих пагорбах Мізоцького кряжу, поблизу річки Улька.
Входило до складу Соснівської сільської ради. Поруч розташовані села Соснівка, Бондарі, Ясинівка, Тростянець.